# قاعدة العديد الجوية
قاعدة العديد الجوية (إياتا: IUD، إيكاو: OTBH) هي قاعدة عسكرية امريكية في دولة قطر تقع في الوكرة والتي تعرف أيضا باسم مطار أبو نخلة. تضم القاعدة القوات الجوية الأميرية القطرية والقوات الجوية الأمريكية وسلاح الجو الملكي البريطاني . تستضيف القاعدة مقر القيادة المركزية الأمريكية ومقر القيادة المركزية للقوات الجوية الأمريكية والسرب رقم 83 من القوات الجوية البريطانية وجناح المشاة الجوية رقم 379 التابع إلى القوات الجوية الأمريكية. في عام 1999 قال أمير قطر وقتها آنذاك الشيخ حمد بن خليفة آل ثاني للمسؤولين الأمريكيين أنه يود أن يرى ما يصل إلى 10,000 ضابط وجندي أمريكي متمركزين بشكل دائم في القاعدة. وفقا لتقارير وسائل الإعلام في يونيو 2017 استضافت القاعدة أكثر من 11,000 ألف ضابط وجندي أمريكي وأكثر من مائة طائرة تشغيلية.

## تاريخ
في أعقاب مشاركة الجيش القطري في العمليات العسكرية المشتركة خلال عملية عاصفة الصحراء في دولة الكويت عام 1991م أبرمت وزارة الدفاع القطرية مع وزارة الدفاع الأمريكية (البنتاجون) اتفاق تعاون دفاعي تم توسيعه فيما بعد. في عام 1996 قامت وزارة الدفاع القطرية ببناء قاعدة العديد الجوية بتكلفة تزيد عن مليار دولار أمريكي. كانت الولايات المتحدة قد استخدمت القاعدة السرية في أواخر سبتمبر 2001 عندما احتاجت القوات الجوية الأمريكية إلى الحصول على طائراتها الحربية على موقع لعملياتها في أفغانستان ضد حركة طالبان.
جاء الاعتراف الرسمي بالقاعدة في مارس 2002 م عندما توقف نائب الرئيس الأمريكي ديك تشيني هنا خلال زيارته للمنطقة مع مجموعة من الصحفيين. في أبريل 2003 بعد وقت قصير من بدء غزو العراق الذي قادته الولايات المتحدة الأمريكية انتقل مركز العمليات الجوية الأمريكية للشرق الأوسط من قاعدة الأمير سلطان الجوية في المملكة العربية السعودية إلى ما كان بعد ذلك مقر احتياطي تم بناؤه قبل عام في قطر كان يعتبر موقعا أكثر ملاءمة لاستناد القوات الأمريكية.
تخدم القاعدة وغيرها من المرافق في قطر مراكز اللوجستيات والقيادة ومقرها في منطقة عمليات القيادة المركزية الأمريكية وتشرف على العمليات الجوية الأمريكية في الدول بما في ذلك العراق وأفغانستان وسوريا.

### تاريخ تواجد سلاح الجو البريطاني في قاعدة العديد الجوية القطرية
بين عامي 2005م و 2009م تم استخدام القاعدة الجوية القطرية من قبل سلاح الجو الملكي البريطاني للنقل ودعم الطائرات النفاثة لعملية تليك (حرب العراق) وعملية هيريك (الحرب في أفغانستان).
شملت هذه ما بين 6 و 8 طائرات حربية بريطاني من نوع تورنادو المستمدة من أجزاء مختلفة من سلاح الجو الملكي البريطاني وكذلك فيكرز في سي 10 من السرب رقم 101. تم تجهيز التورنادو البريطانية بمجموعة من القنابل والمتفجرات.
صاحب طائرات سلاح الجو الملكي ما يقرب من 400 فرد منهم 130 مهندسا للطائرات في حين أن 270 شخصا آخرين كانوا يعملون في أدوار الدعم وإدارة العمليات. كان أفراد السرب يقومون بتناوب العمل لمدة شهرين في سلاح الجو الملكي الجديد مع ما تبقى من القوة على التناوب لمدة أربعة أشهر. كان موظفو الدعم يتناوبون بدرجات متفاوتة ولكن ليس في كثير من الأحيان كموظفي السرب. تم تشغيل هذا المكتب من ما كان يعرف بمباني «كراون الجنوبية». تم إيواء الطائرات في ملاجئ قماش لحمايتهم والموظفين الذين يعملون عليها من حرارة الشمس. تم استخدام القاعدة كنقطة انطلاق للعاملين في طريقهم إلى العراق (على وجه الخصوص البصرة) مع نقل الموظفين من طائرات الركاب مثل لوكهيد تراى ستار التي يديرها سلاح الجو الملكي البريطاني و فيكرز في سي 10 إلى لوكهيد سي-130 هيركوليز. كان عبور لوكهيد سي-130 هيركوليز في المنطقة من ساعتين ومعظمهم في ظروف سوداء تكتيكية.

### عمليات سلاح الجو الملكي الأسترالي
كجزء من مساهمة أستراليا في قوات التحالف في غزو العراق في عام 2003 كانت هناك 14 طائرة مقاتلة من نوع إف/إيه-18 هورنت من السرب رقم 75 في القوات الجوية في العاصمة إلى جانب طائرتين دوريتين بحريتين من طراز لوكهيد بيه-3 أوريون وثلاث طائرات نقل عسكرية من طراز لوكهيد سي-130 هيركوليز. خلال المراحل الأولى من الحرب طارت هورنت في مهمات طويلة مرافقة وحماية طائرات نظام الإنذار المبكر والتحكم التابعة للتحالف وطائرات الناقلات المستخدمة للتزود بالوقود جوا. في وقت لاحق عندما تم تخفيض التهديد على الطائرات تحولت طائرات هورنت إلى الهجوم البري ومكافحة أدوار الدعم واستخدمت لمهاجمة القوات البرية العراقية بالقنابل الموجهة بالليزر. طارت أوريون في مهمات تحمل طويلة على السفن في الخليج العربي والحد من التهريب وحراسة ضد التهديد الذي تشكله القوارب الانتحارية. قامت طائرات هيركوليز المنتشرة بتوريد الإمدادات والمعدات إلى العراق ثم طارت ببعض المساعدات الإنسانية إلى العاصمة العراقية بغداد. حلقت طائرات الهليكوبتر الأربعة عشر التابعة إلى القوات الجوية الملكية الأسترالية أكثر من 670 طلعة جوية خلال الحرب من بينها 350 طلعة جوية قتالية فوق العراق.
بعد سحب أستراليا الرسمي لقواتها من العراق وإلى أفغانستان في عام 2008 أعيد توجيه الجسر الجوي للعمليات في الشرق الأوسط إلى قاعدة المنهاد الجوية في الإمارات العربية المتحدة.

### الهجوم الإيراني
في 23 يونيو 2025 هاجمت إيران القاعدة بستة صواريخ ردا على الهجوم الأمريكي على ثلاث منشآت نووية.

## الاستخدام الحالي

### عمليات القوات الجوية القطرية
القاعدة الجوية هي المقر الرئيسي للقوات الجوية القطرية على الرغم من أن بعض أسرابها في مطار الدوحة الدولي.

### عمليات سلاح الجو الملكي
بعد انسحاب طائرات تورنادو البريطانية وفيكرز في صيف 2009 إلى مواقع أخرى فقد تم تخفيض أنشطة القوات الجوية الملكية في العديد.
منذ عام 2014 تم استخدامها كمقر للمشاركة البريطانية في الضربات الجوية ضد تنظيم داعش في العراق (عملية شادر).
كما قامت القوات الجوية الملكية بتوزيع طائرة استطلاع مشتركة من طراز أرسي-135 برشام على القاعدة لتشغيل العراق وسوريا على الرغم من أن هذه الطائرة قد تم تصويرها من قاعدة سلاح الجو الملكي البريطاني في أكروتيري ودكليا في قبرص.

### عمليات الولايات المتحدة

#### التعاون العسكري والمساعدة الخارجية

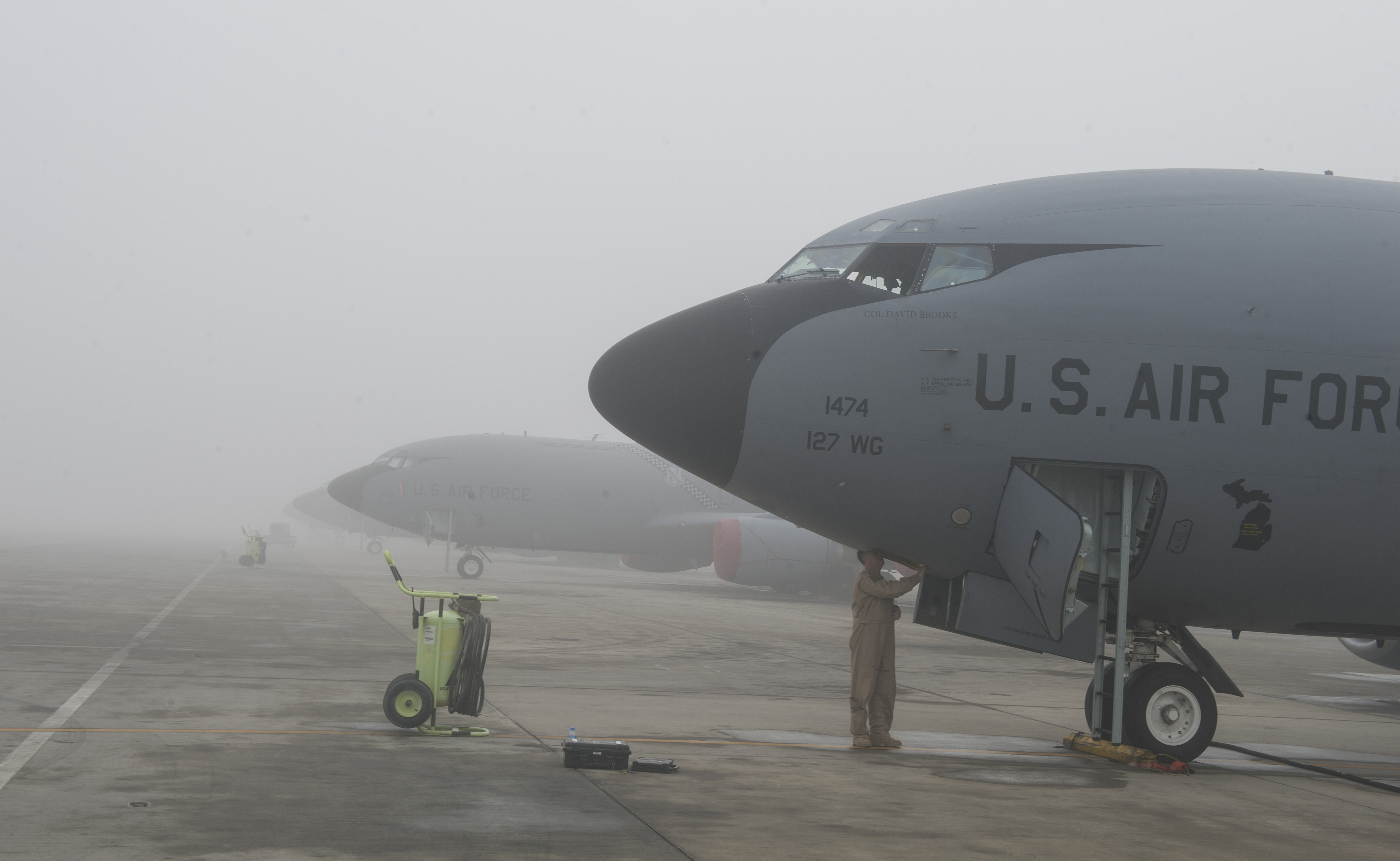
قاعدة العديد الجوية في 2017.

مع قطرها الصغير وقاعدة سكانها الضيقة تعتمد قطر بدرجة كبيرة على التعاون الخارجي ودعم أمنها. يبلغ قوام القوات المسلحة القطرية 11800 جندي وهي ثاني أصغر القوات المسلحة في الشرق الأوسط. وفرت فرنسا ما يقرب من 80٪ من مخزونات الأسلحة في قطر. منذ حرب الخليج الثانية عام 1991 تابعت قطر برنامجا محدودا لتحديث القوة. أنفقت قطر 12 مليار دولار لشراء ميم - 104 صاروخ باتريوت.
استثمرت قطر أكثر من مليار دولار أمريكي لإنشاء قاعدة جوية جنوب غرب الدوحة خلال التسعينات ولم يكن لديها قوة جو كبيرة حقا من تلقاء نفسها في ذلك الوقت. كما منح فيلق القوات البرية الأمريكي الهندسي أكثر من 100 مليون دولار أمريكي في عقود القوات الجوية للبناء العسكري لبناء مرافق التخزين والإسكان والخدمات والقيادة والاتصالات في الولايات المتحدة. ساعد تمويل قطر وبناء بعض من أحدث قاعدة للقوات الجوية في العديد ومنحها الإذن لبناء المرافق التي تمولها الولايات المتحدة على تعميق التعاون مع القوات العسكرية الأمريكية.
تعمل قاعدة العديد الجوية حاليا كقاعدة لوجستية وقيادة مقرها للعمليات الأمريكية في أفغانستان والعراق. يوجد في المخيم القريب من السيلية منشآت عسكرية هامة في مواقع القيادة والسيطرة والتحكم في منطقة عمليات المركز. استثمرت كل من قطر والولايات المتحدة في بناء وتوسيع هذه المرافق منذ منتصف التسعينيات وهي تشكل المحور الرئيسي لشبكة سينتكوم الجوية والأرضية اللوجستية في مجال المسؤولية. نتيجة للعمليات الجارية في العراق وأفغانستان حظيت المرافق الأمريكية والشريكة في قطر وفي أماكن أخرى باستعمال أعلى في السنوات الأخيرة وقد تتطلب المزيد من الاستثمارات لتلبية الاحتياجات الحالية والمحتملة في المستقبل.

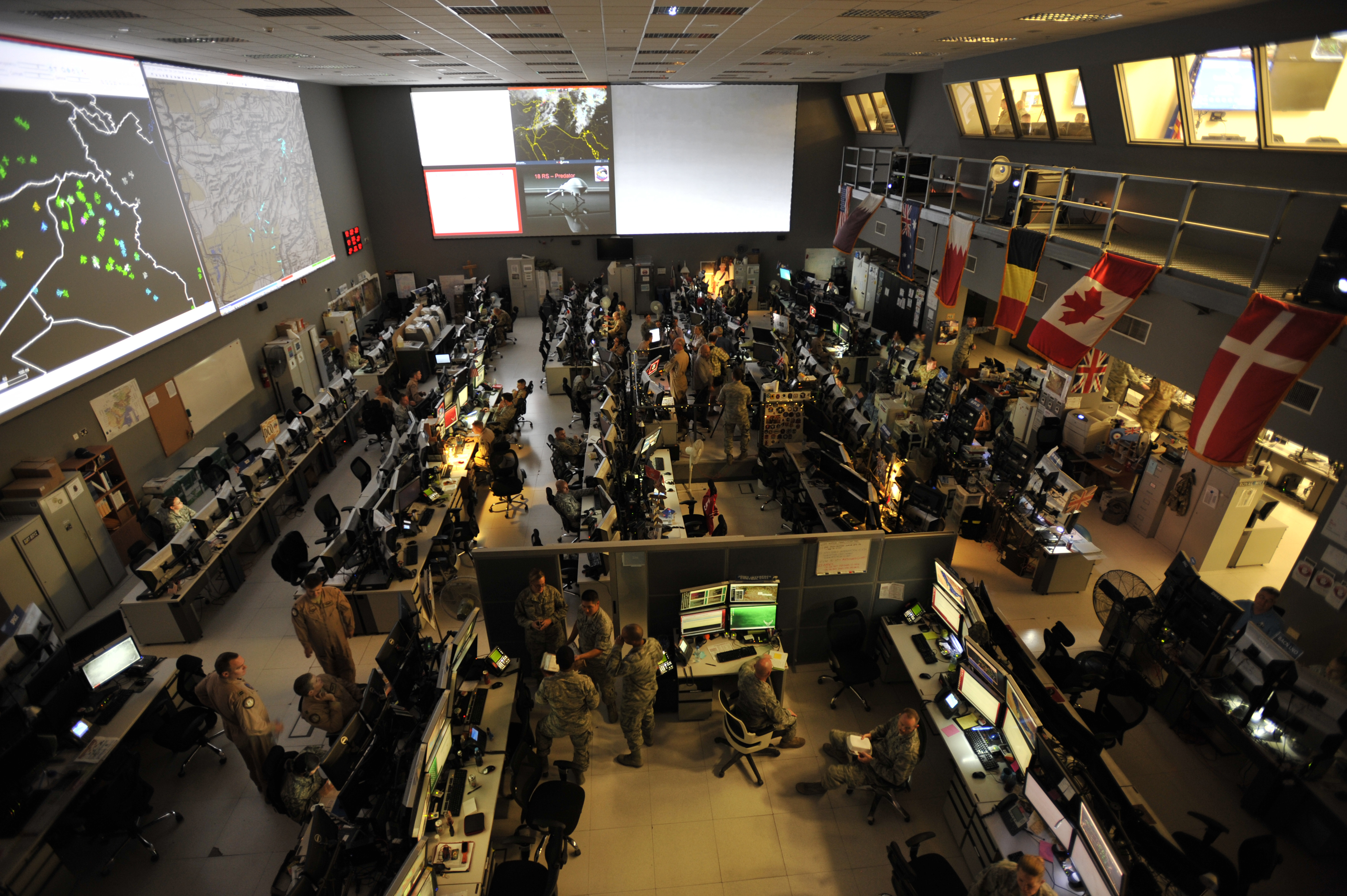
يوفر مركز العمليات الجوية والفضائية المشترك القيادة والسيطرة على القوة الجوية في جميع أنحاء العراق وسوريا وأفغانستان و 17 دولة أخرى.

في بداية يونيو 2017 قال البنتاغون أن التمزق الدبلوماسي والتوترات بين قطر وبعض جيرانها العرب لن يؤثر على العمليات الأمريكية في القاعدة الجوية.

#### الوحدات
- السرب الحربي الإلكتروني التكتيكي الثالث التابع لقوات مشاة بحرية الولايات المتحدة من 17 فبراير 2017 ونورثروب غرومان إي إيه-6 بي براولر[13] حتى 9 أغسطس 2014.[14]

#### اعتمادات وتراخيص الكونغرس
من 2003 إلى 2007 أذن الكونغرس وخصص 126 مليون دولار أمريكي لأنشطة البناء العسكرية الأمريكية في قطر. أذن قانون الترخيص الوطني للدفاع عن السنة المالية 2008 بمبلغ 81.7 مليون دولار في نفقات السنة المالية 2008 لبناء مرافق جديدة للقوات الجوية والعمليات الخاصة في قطر. يخول قانون التفويض الوطني للدفاع عن السنة المالية 2009 (الصفحتان 110 و 417) مبلغ 69.6 مليون دولار في نفقات السنة المالية 2009 لبناء مرافق جديدة للقوات الجوية والعمليات الخاصة. ويأذن قانون تفويض الدفاع الوطني للسنة المالية 2010 (ص. 111-84) بمبلغ 117 مليون دولار في إنفاق السنة المالية 2010 لبناء مرافق جديدة للترفيه الجوي وصالات نوم مشتركة وغيرها من المرافق في منطقة العديد. كان طلب الإدارة العسكرية في قطر للسنة المالية 2011 مبلغ 64.3 مليون دولار لمرافق القوات الجوية ومخزن وكالة الأمن القومي. يشمل طلب السنة المالية 2012 مبلغ 37 مليون دولار لمواصلة مشروع المهاجع والمرافق الترفيهية.